# Juliano, Duque de Halland
Juliano Herberto Folke (em sueco: Julian Herbert Folke; Danderyd, 26 de março de 2021) é um príncipe da Suécia. Ele é o terceiro filho, no geral, do príncipe Carl Philip, Duque da Varmlândia, e de sua esposa, a princesa Sofia, Duquesa da Varmlândia. Por parte de pai, ele é o oitavo neto do rei Carlos XVI Gustavo e da rainha consorte, Sílvia da Suécia.
Em agosto de 2021 ele ocupa o sétimo lugar na linha de sucessão ao trono sueco, imediatamente após os seus dois irmãos mais velhos, Alexandre e Gabriel.

## Biografia

### Anúncio
Em 11 de dezembro de 2020 foi anunciado oficialmente pelo Palácio Real de Estocolmo que o príncipe Carlos Filipe e sua esposa esperavam seu terceiro filho e em janeiro de 2021 a Casa Real se pronunciou sobre o fato de Sofia ter tido covid-19 durante a gestação, em meio a pandemia de covid-19, afirmando que tanto mãe quanto o bebê estavam bem.

### Nascimento e nomes
Juliano nasceu no dia 26 de março de 2021, no Hospital de Danderyd, às 11h19min no horário local na Suécia, pesando 3,220 quilogramas e medindo 49 centímetros. Juliano é o oitavo neto do rei Carlos XVI Gustavo e da rainha consorte, Sílvia da Suécia, de quem tem ascendência brasileira e alemã, a primeira por parte de Alice Soares de Toledo-Sommerlath e a segunda por parte de Walther Sommerlath. Por parte de pai, ele também é um sobrinho de sangue da atual herdeira aparente sueca, a princesa Vitória, Princesa Herdeira da Suécia e da princesa Madalena, Duquesa da Helsíngia e Gestrícia. 
Ele tem dois irmãos mais velhos, príncipe Alexandre e príncipe Gabriel.
Em 28 de março de 2021, quase dois dias após o seu nascimento, o seu nome e título foram anunciados oficialmente por seu avô paterno, o rei Carlos XVI Gustavo da Suécia, durante uma reunião do conselho de estado que foi realizada na sala de jantar de Lovisa Ulrika no Palácio Real de Estocolmo, e que teve o número de participantes bem reduzido devido à Pandemia de COVID-19. Sua primeira foto oficial foi revelada para o público apenas poucas horas após o anúncio de seu nome.

### Batizado
Julian foi batizado na Capela da Igreja Luterana da Suécia do Palácio Real no dia 14 de agosto de 2021. Seus padrinhos são Johan e Stina Andersson, um casal de amigos de seus pais, Jacob Högfeldt, amigo de seu pai, Patrick Sommerlath, primo de seu pai, e Frida Vesterberg, amiga e parceira de sua mãe no Projeto Playground.

## Participações públicas
Em julho de 2021, o príncipe Juliano apareceu pela primeira vez em uma fotografia oficial ao lado do restante da família real sueca. Ele apareceu nos braços da mãe a Sofia, Duquesa da Varmlândia, em uma fotografia para festejar a reunião da família após mais de um ano afastados devido aos efeitos da Pandemia de COVID-19. O encontro de reunião foi realizado no Palácio Solliden, a principal residência de verão da família real sueca, situada na ilha da Olândia.

## Títulos
De acordo com o comunicado oficial divulgado em 07 de outubro de 2019, pelo rei Carlos XVI Gustavo da Suécia de sobre as mudanças da Casa Real de Bernadotte. O príncipe faz parte apenas da família real sueca extensa, não sendo incluído na Casa Real de Bernadotte, e por tanto não recebendo o tratamento de "Sua Alteza Real", antes do seu título de príncipe sueco.